# Universal Investment
Universal Investment ist eine Unternehmensgruppe mit Hauptsitz in Frankfurt am Main, die im Kern aus drei Kapitalverwaltungsgesellschaften in Deutschland, Luxemburg und Irland besteht. Größtes Unternehmen in der Gruppe ist die 1968 gegründete Universal-Investment-Gesellschaft mbH. Die Kerndienstleistung ist eine Fonds-Service-Plattform als Master-KVG, bei der institutionelle Investoren und Fondsinitiatoren Fonds für Wertpapiere, Immobilien oder Alternative Investments auflegen oder administrieren lassen können. Die Gruppe verwaltet nach eigenen Angaben über 1.158 Milliarden Euro in etwa 2.200 Fonds mit rund 1.700 Mitarbeitenden. Im verwalteten Vermögen enthalten sind auch Mandate, bei der Universal Investment sogenannte Sourcing-Leistungen für andere Investmentgesellschaften erbringt. Nach Angaben des BVI Bundesverband Investment und Asset Management beträgt das für deutsche Anleger verwaltete Vermögen in eigenen offenen und geschlossenen Publikumsfonds und Spezialfonds sowie freien Mandaten Ende 2022 etwa 507 Milliarden Euro.  
Mit Universal-Investment-Luxembourg S.A. ist Universal Investment auch in Luxemburg aktiv und zählt dort mit einem verwalteten Vermögen von etwa 119 Milliarden Euro zu den 20 größten Management Companies. 

## Geschichte
1968 wurde die Universal-Investment-Gesellschaft von mehreren deutschen Privatbanken als gemeinsame Investmentgesellschaft gegründet.
2012 übernahmen Berenberg und Bankhaus Lampe die Anteile von Hauck & Aufhäuser und LBBW. 
2017 übernahm das britische Beteiligungshaus Montagu Private Equity die Unternehmensgruppe. 
2018 wurde eine Niederlassung in Krakau, Polen gegründet. 
2019 erwarb Universal Investment von Lupus alpha den auf Front-Office-Lösungen spezialisierten IT-Dienstleister UI labs. 
2020 gründete das Unternehmen UI Enlyte, eine Investmentplattform für digitale Assets auf Basis der Distributed-Ledger-Technologie. 
2021 erwarb die Gruppe die irische Fondsverwaltungsgesellschaft des Bankhauses Metzler und firmierte sie um in Universal-Investment Ireland Fund Management Limited. 2022 gab das Unternehmen die Übernahme des luxemburgischen Fondsadministrators European Fund Administration S.A. bekannt. Im September 2022 erwarb das Canadian Pension Plan Investment Board eine Minderheitsbeteiligung.